# Cyathea cubensis
Cyathea cubensis är en ormbunkeart som beskrevs av Lucien Marcus Underwood. Cyathea cubensis ingår i släktet Cyathea och familjen Cyatheaceae. Inga underarter finns listade.